# 紀の国屋
1. 本社の画像
2. 営業中の店舗画像
3. 製品の画像

紀の国屋(きのくにや)は、かつて東京都武蔵村山市にあった、和菓子を製造・販売していた会社である。1948年に創業し、2022年5月に破産した。
ここでは、別会社が2022年6月から2024年10月末まで運営した実質的な後継店の匠紀の国屋についても述べる。

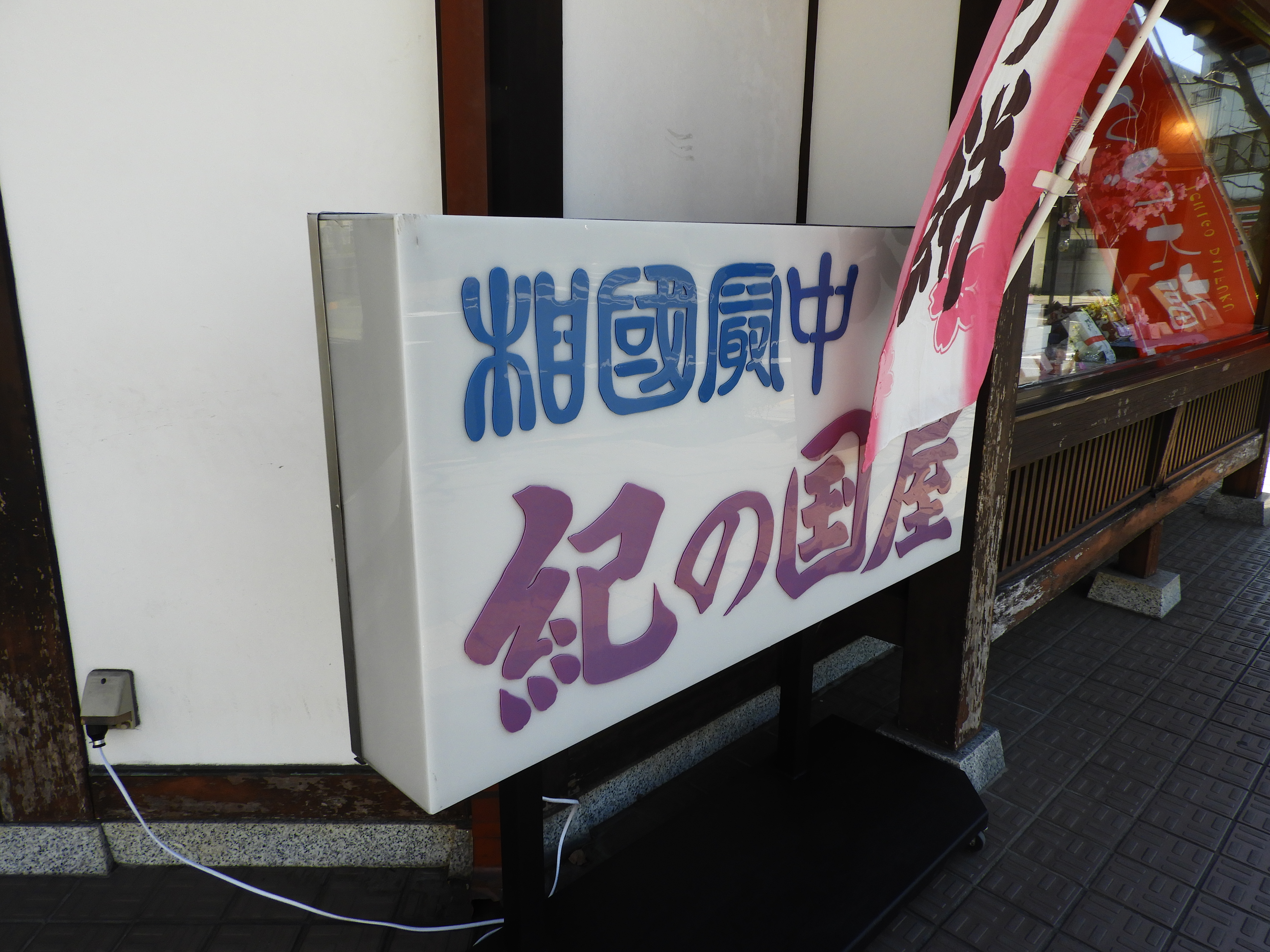
「紀の国屋」谷保駅前店（現「梅林堂」谷保店）の看板

## 概要

### 「紀の国屋」時代
1948年に創業し、工場を武蔵村山市に置き、東京都多摩地域を中心に神奈川県などに23店舗を展開していた。店舗販売に加え自社のオンラインショップでの通信販売も行っていた。
2022年5月に破産した。本店工場を立川市から武蔵村山市へ新設し移転した際の金融負債が負担となり、更に顧客高齢化もあり売上高は漸減し、原材料の価格高騰などや、コロナ禍での手土産需要の低迷が重なったことによる。2000年5月期の年売上高は約18億5000万円であったが、2021年5月期には約12億円まで落ち込んでいた。負債額は13億円。

### 倒産の影響
「紀の国屋」の東京都多摩地域の元店舗4箇所（秋川店、谷保店、福生店、東大和店）は、2022年7月に埼玉県熊谷市の和菓子店「梅林堂」が従業員や機材を含めて引き継ぎ、同店の店舗としてオープンさせている。
東京都日野市多摩平に本店がある和菓子店・紀の國屋（1961年創業）は本項の「紀の国屋」とは全くの無関係であるが、名前の差異が新字体か旧字体の１文字だけであったため、「紀の国屋」廃業時には、こちらの紀の國屋にも問い合わせが殺到した。
立川市にある池田屋紙器製作所は「紀の国屋」に菓子箱を卸していたが、突然の廃業により大量の在庫を抱えてしまう事態が発生し、その在庫を解消すべく、インスタグラムを用いて取引先を探していた。

### 後継店「匠紀の国屋」の営業開始と倒産

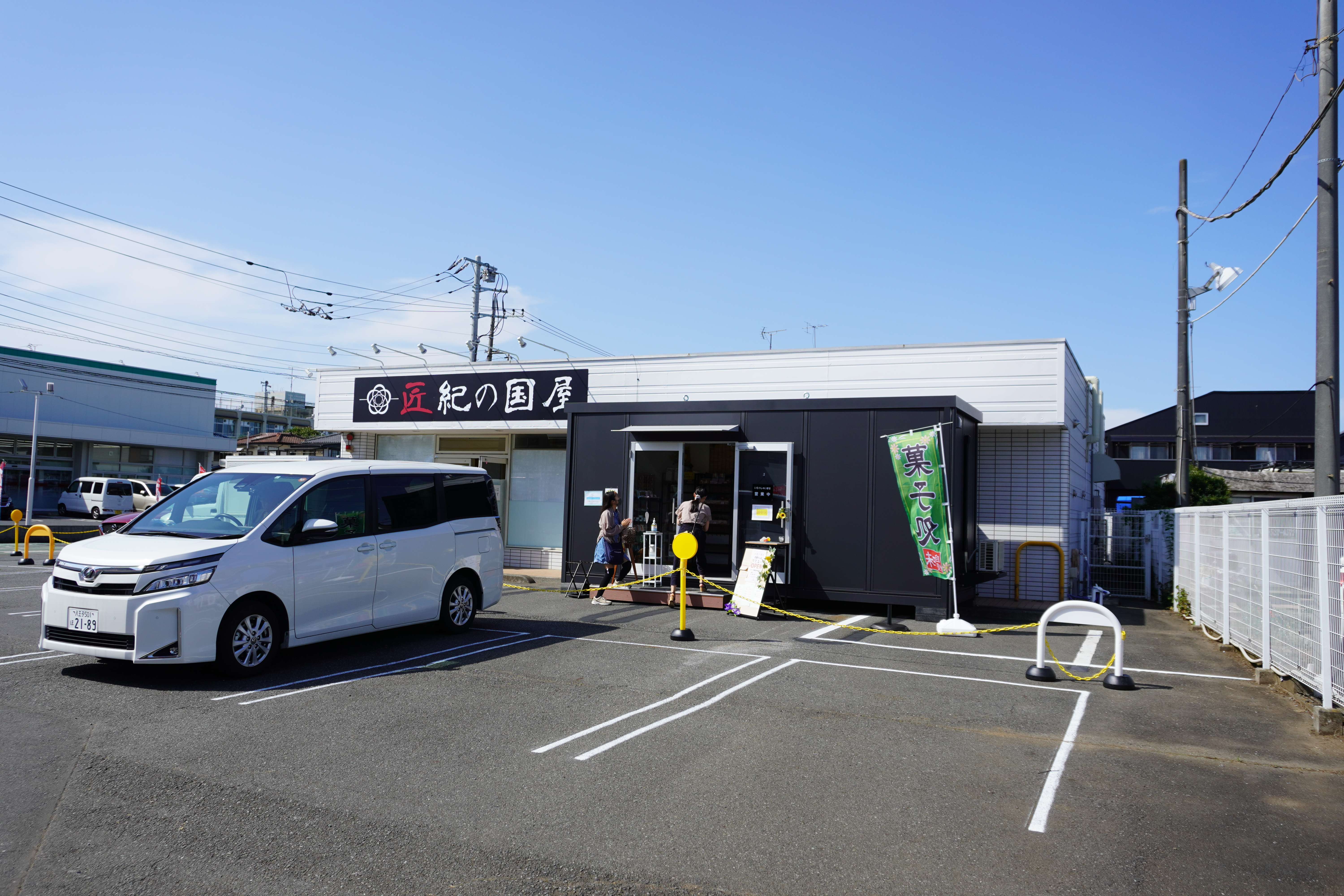
「匠紀の国屋」の武蔵村山店と工場

#年表の通り、アイ・スイーツ株式会社が解雇された元社員と伴に「匠紀の国屋」の屋号で和菓子製造販売事業を開始すると発表した。商標権や機械の兼ね合いから、完全再現は厳しいとの見方をしているが、「『伝統の味と安心安全な商品』は再現させます」とコメントしていた。「匠紀の国屋」の名称は匠大塚から着想を受けており、紀の国屋のビジネスモデルが残るという左証としたいと社長は語っていた。
2022年6月3日に国分寺店（国分寺市本町）と東大和店（東大和市向原）の実店舗2店が同時オープンし、7月1日には工場を兼ねた武蔵村山店（武蔵村山市残堀）がオープンした。
2024年10月31日、アイ・スイーツ株式会社は「匠紀の国屋」の全店舗を閉鎖し、破産申立を行うと告知した。閉店の10日ほど前には「匠紀の国屋」の店舗や公式SNSで翌月以降の催事の予告を行っており、急に閉店が決まったとみられる。

## 年表
「紀の国屋」時代
- 1948年[3] - 東京都立川市[1]にて創業。
- 1952年7月[2] - 有限会社紀の国屋を設立[1]。
- 1993年 - 東京都武蔵村山市に工場を建設[1]。
- 1995年 - 本店を武蔵村山市に移転[1]。
- 2022年5月16日 - 東京地方裁判所へ自己破産を申請し、同日付で破産手続廃止決定を受ける[2][4]。公式ツイッター[3]や公式ウェブサイトで廃業を発表し[4]、同日中に全店舗を閉鎖した。

「匠紀の国屋」時代
- 2022年5月25日 - 文京区に本社を置くアイ・スイーツ株式会社が、倒産に伴い解雇された従業員20人を雇用し「匠紀の国屋」として和菓子製造販売を開始すると発表[11][14]。 (上記「#後継店「匠紀の国屋」の営業開始と倒産」節も参照)
- 2022年6月3日 - 匠紀の国屋国分寺店、東大和店がオープン。
- 2022年7月1日 - 匠紀の国屋武蔵村山店がオープン。
- 2024年10月31日 - 事業継続が困難になったとして全店舗を閉鎖し、破産申立を行うと告知[12]。

## 店舗

### 「紀の国屋」の店舗
直営の路面店とデパートなどへのテナント出店で、計23店舗があった。
東京都
- 武蔵村山本店
- 立川ルミネ店
- 伊勢丹立川店
- 国分寺マルイ店
- アトレ吉祥寺店
- 東急吉祥寺店
- 国立北口駅前店
- 谷保駅前店
- 東大和店
- 一橋学園駅前
- 福生店
- 秋川店
- イトーヨーカドー昭島店
- イトーヨーカドー八王子店
- セレオ八王子店
- 京王調布店
- 京王新宿店
- 東急町田店
- グランベリーパーク南町田店

神奈川県
- マルイファミリー溝口店
- ミウィ橋本店
- マルイファミリー海老名店
- 新百合ヶ丘店

「紀の国屋」時代にはプリペイドカード式のメンバーズカードがあった。年会費は無料で、最終利用から2年で失効。使用できた店舗は直営店のみで、その他テナント店や通信販売は利用不可。ポイントの還元率は1% (100円未満の商品は対象外)。

### 「匠紀の国屋」の店舗
- 武蔵村山店[17]
- 国分寺店[17]
- 東大和店[17]
- グランデュオ立川店[18]
- 玉川高島屋S・C店[19]

BASEや楽天でオンライン販売も行っていた。

## 主な商品
- 相国 （しょうこく） 最中 - 立川銘菓。特徴的な直方体の最中。栗最中と大納言最中があった。「相国」は中国漢代の宰相を指し、和菓子の最高位を目指して名付けられた[22]。
  - 短冊最中 - 相国最中を半分にしたものである[23]。
- おこじゅ - とら焼き・虎皮焼きと呼ばれる、皮に焼き目模様を付けたどら焼きの一種。「おこじゅ」は、昔の多摩言葉で「三時のおやつ」を意味する[24]。
- あわ大福 - 粟餅で粒餡を包んだ淡黄色の大福。添加物を使用せず素朴な味わいとなっていた[25]。
- 上り羊羹
- 小庵
- クルミ饅頭
- くろくろ饅頭
- おっぺし餅
- うけら餅

など